# System Changer
Il System Changer, sviluppato col nome in codice Portofino (dal nome dell'hotel di Redondo Beach dove fu tenuto il meeting per il progetto), è un modulo aggiuntivo per la console Intellivision, introdotto dalla Mattel nel 1983 per permettere alla console di far girare anche la maggior parte dei giochi dell'Atari 2600.
In realtà il processore dell'Intellivision non possedeva una tale capacità di emulazione. Più semplicemente, il System Changer era esso stesso un clone dell'Atari 2600, che usava l'Intellivision per il suo alimentatore e il modulatore RF.
L'Intellivision legge il System Changer come una cartuccia M Network: se la cartuccia non è inserita appare il logo M Network sullo schermo; se è inserita, viene visualizzato il gioco.
Nonostante Atari minacciasse di adire le vie legali, gli avvocati della Mattel conclusero che era possibile clonare un 2600, giacché era utilizzato solo hardware di tipo comune e software non brevettabile (al contrario dell'Intellivision e del ColecoVision). Non apparve alcuna querela e fioccarono i cloni di terze parti.
Il System Changer non è tuttavia compatibile originariamente con l'Intellivision I, poiché questi non possiede un segnale video esterno. Esso fu costruito per l'Intellivision II, che può accettare un segnale video esterno sul pin 2 della porta cartucce e passarlo al modulatore RF. L'Intellivision I ed i suoi cloni richiedevano una modifica, che la Mattel faceva fare ai suoi centri di assistenza per le persone che acquistavano questa unità.